# 守護孩子行動

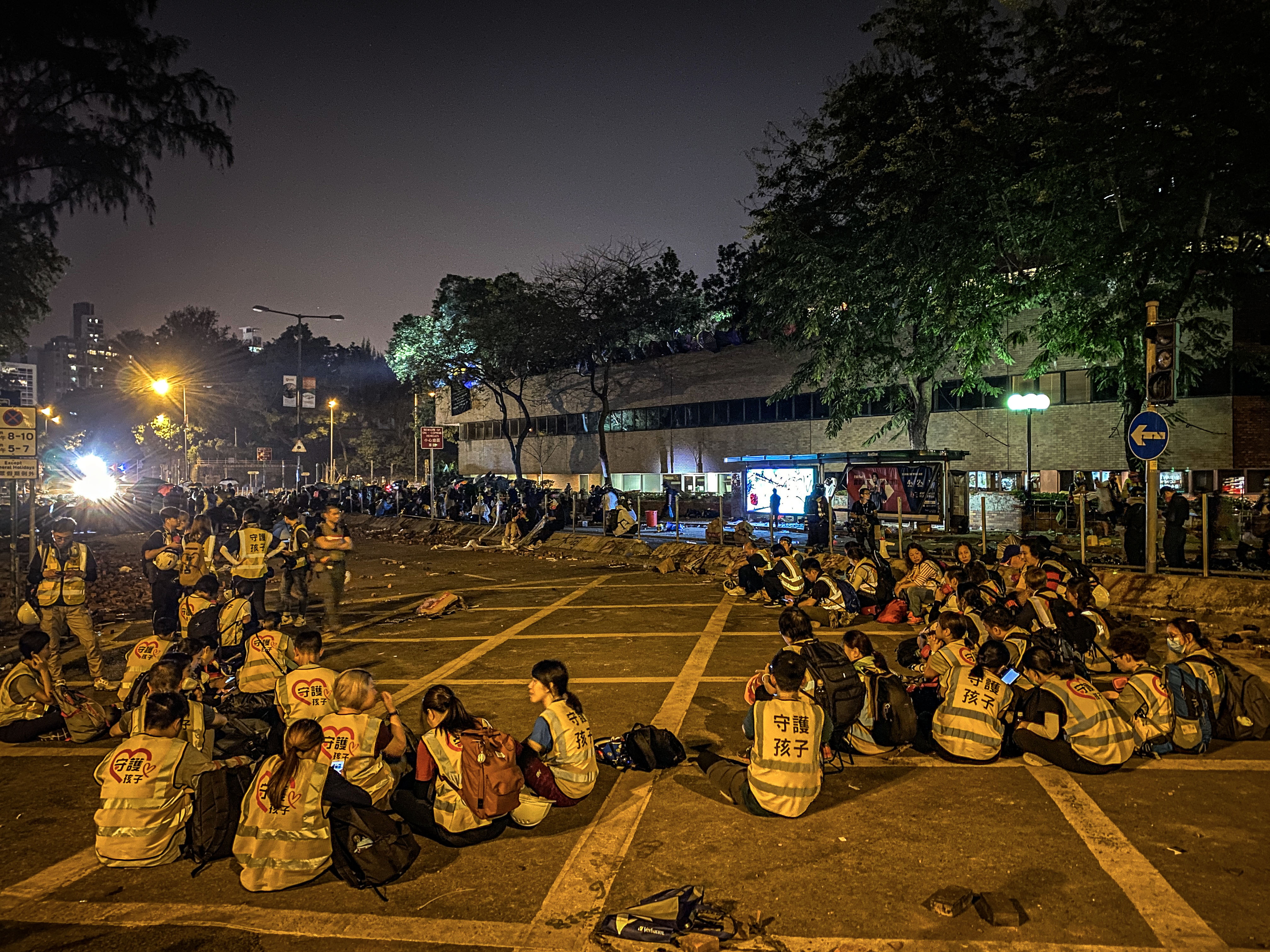
2019年11月香港理工大學衝突期間，守護孩子成員坐在暢運道

守護孩子（英語：Protect the Children）是香港團體，由一群銀髮族、家長、社工及護士等人在2019年反對逃犯條例修訂草案運動期間自發組成，目的是「號召銀髮族與律師、社工等專業人士走上抗爭最前線，以七至八人為一組，當警民衝突發生，守護孩子團隊就站在警察與示威者間，希望阻止衝突出現。」每當出現衝突，守護孩子的義工會在現場扮演緩衝角色，保護示威的學生免受傷害。他們的成員主要從30多歲到80歲，較著名的成員包括在2019年以73歲高齡參與絕食7天的馬屎埔村村民「陳伯」陳基裘以及82歲的黃伯。成員中亦包括牧師。

## 組成和發展
在整個反對逃犯條例修訂草案運動中，警民衝突不斷。在2019年7月14日香港反對逃犯條例修訂草案遊行時，「陳伯」陳基裘站在警察與示威者之間作協調，據報化解了好幾個暴力升級。及後，在7月17日的銀髮族遊行中，好鄰舍北區教會的陳凱興傳道和參與者討論如何保護在抗爭前線的年輕示威者，落實了守護孩子行動。他們於7月21日第一次發起名叫「守護孩子，繼續抗爭」的行動，於當天早上社工遊行結束後組成了10隊7至8人的小隊出發，當有衝突事件發生時會到前線作緩衝，期望幫助警務人員和示威者協調，化解衝突。其後在各場的遊行中也有類似的行動，包括7月27日光復元朗、8月13日機場集會、9月1日「和理塞」行動等。起初參與者沒有任何頭盔、防毒面具等保護自己的工具，並試圖獻花給防暴警察、與他們講道理溝通，但後來由於發現要保護別人必須要保護自己，故都戴上防毒面罩。警察對他們的態度亦都從願意對話，變成看他們為障礙或「阻差辦公」。有一些成員因被警員推撞、遭噴射胡椒噴劑而暈倒或受傷。

## 相關事件

### 警察向「黃色物體」執行私刑事件
2019年9月21日，一名身穿守護孩子黃色背心的義工遭大約30名警察拉入後巷執行私刑，他被指襲警，他「口腔及牙齒流血，更出現暈昡的狀況」。好鄰舍北區教會確認他是「守護孩子行動」成員，為了上前了解一名被捕的青少年而被警方推跌並拘捕，當時沒有拒捕。事後警方發言人韋華高（Vasco Gareth Llewellyn Williams）在記者會上表示他們只是腳踢「黃色物體」，令輿論嘩然，被認為是非人化罪行在運動中的例子。

### 絕食陳伯被推倒胡椒噴霧近距離噴面事件
2019年9月21日，守護孩子著名成員，73歲的「絕食陳伯」陳基裘在元朗鳳攸東街力勸警察停止向學生使用武力，期間被警察速龍小隊惡意大力推倒在地，並近距離朝面部噴胡椒噴霧，輿論均擔心古稀之年的陳伯會嚴重受傷。

### 築人鏈保護示威者事件
2019年9月29日的全球反極權大遊行中，示威者一度在香港政府總部外聚集，突然逾百名防暴警察速龍小隊衝出並拘捕示威者。當中約有五十名示威者退入海富中心，但由於當時港鐵和商場已落閘，他們被包圍。十多名守護孩子行動的成員當時築起人鏈並要求警方讓示威者離開。最後消防員到場開閘讓示威者離去，而守護孩子成員被警方命令除下口罩，並登記身份證，警方表示將會保留檢控他們非法集結的權利。

### 理工大學事件
在香港理工大學衝突中，有大約60名守護孩子成員於校內協助示威者清洗。

### 基督教義務急救員遭警員嘲笑邪教教主事件
2020年5月10日，香港市民與警方在多區衝突，守護孩子正職為牧師的義務急救員称其在現場為多名中椒市民急救，期間遭警員嘲笑他為「邪教教主」。